# Trnovski Gozd
Trnovski Gozd (po słoweńsku Las Trnovski) – masyw górski w Górach Dynarskich. Leży w Słowenii. Jego najwyższy szczyt Mali Golak osiąga wysokość 1495 m.
Na południowo-wschodnim skraju masywu, w gminie Idrija znajduje się jezioro-wywierzysko - Divje jezero.